# 草蜢工作室
草蜢工作室是一家日本的电子游戏开发商，成立于1998年。目前是中國科技公司网易旗下的子公司，此前从2013年到2021年間为日本游戏公司GungHo旗下的子公司。公司的灵魂人物是有鬼才之称的须田刚一（Suda51）。公司开发的游戏作品多以奇特的风格和帅气的动作要素为特点，代表作品有《杀手7》、《英雄不再》、《电锯甜心》及《杀手已死》等。
2011年11月草蜢工作室与DeNA创办了Grasshopper Universe子品牌面向日本市场开发制作手机平台游戏，像《FROG MINUTES》、《Dark Menace》等游戏都是来自这个子品牌。2013年1月30日，草蜢工作室宣布被GungHo收购。 同年2月，日本游戏公司株式会社G&D更名为PlanetG并获得了Grasshopper Universe；同年3月，Grasshopper Universe更名为PG Universe。2021年5月31日，草蜢工作室与网易达成股权转让协议。同年10月22日，工作室正式脱离GungHo成为网易旗下子公司。

## 公司作品

### 电子游戏
| 游戏名称                                                                                                | 发售日期 | 游戏类型                 | 发售平台                                                                               | 发行商                                                                            | 备注 |
| --- | --- | ------------------------ | -------------------------------------------------------------------------------------- | --------------------------------------------------------------------------------- | --- |
| 银色事件 シルバー事件 The Silver Case                                                                   | 日本：1999年10月7日 | 视觉小说                 | PlayStation                                                                            | ASCII                                                                             | |
| 花、太阳和雨 花と太陽と雨と Flower, Sun, and Rain                                                       | 日本：2001年5月2日 | 冒险                     | PlayStation 2                                                                          | Victor Interactive Software                                                       | |
| 光明之魂 シャイニング・ソウル Shining Soul                                                              | 日本：2002年3月28日 欧洲：2003年3月7日 北美：2003年9月16日                                                                                                | 動作角色扮演             | Game Boy Advance                                                                       | 世嘉（日本） 英寶格（欧洲） ATLUS（北美）                                         | 与Nextech联合开发 |
| 光明之魂II シャイニング・ソウルII Shining Soul II                                                       | 日本：2003年7月24日 欧洲：2004年3月26日 北美：2004年6月24日                                                                                               | 動作角色扮演             | Game Boy Advance                                                                       | 世嘉（日本） THQ（欧洲） ATLUS（北美）                                            | 与Nextech联合开发 |
| 密西根驚魂 Michigan Michigan: Report from Hell                                                          | 日本：2004年8月5日 欧洲：2005年9月30日 | 生存恐怖                 | PlayStation 2                                                                          | Spike（日本） 505遊戲大街（欧洲）                                                 | |
| 杀手7 キラーセブン Killer7                                                                              | 日本：2005年6月9日 北美：2005年7月7日 欧洲：2005年7月15日                                                                                                 | 动作冒险第一人称轨道射击 | 任天堂GameCube PlayStation 2                                                           | 卡普空                                                                            | |
| BLOOD+ 一夜之吻 BLOOD+ ONE NIGHT KISS                                                                   | 日本：2006年8月31日 | 动作冒险                 | PlayStation 2                                                                          | 万代南梦宫游戏                                                                    | |
| 混沌武士 サムライチャンプルー HIPHOPサムライアクション Samurai Champloo: Sidetracked                    | 日本：2006年2月23日 北美：2006年4月12日 | 清版动作                 | PlayStation 2                                                                          | 万代南梦宫游戏                                                                    | |
| 接觸之旅 コンタクト Contact                                                                             | 日本：2006年3月30日 北美：2006年10月19日 欧洲：2006年2月6日                                                                                               | 角色扮演                 | 任天堂DS                                                                               | MMV（日本） ATLUS（北美） Rising Star Games（欧洲）                               | |
| 英雄不再 ノーモア★ヒーローズ No More Heroes                                                             | 日本：2007年12月6日 北美：2008年1月22日 欧洲：2008年3月14日                                                                                               | 动作冒险、砍殺           | Wii                                                                                    | MMV（日本） 育碧（北美） Rising Star Games（欧洲）                                | 本作的高清复刻版《英雄不再 英雄們的樂園》并非由草蜢工作室开发制作                                                                          |
| 零～月蚀的假面～ 零〜月蝕の仮面〜                                                                       | 日本：2008年7月31日 | 生存恐怖                 | Wii                                                                                    | 任天堂                                                                            | 与Tecmo联合开发 |
| 花，太阳和雨 无尽的乐园 花と太陽と雨と 終わらない楽園 Flower, Sun, and Rain                             | 日本：2008年3月6日 欧洲：2008年11月14日 北美：2009年6月16日                                                                                               | 冒险                     | 任天堂DS                                                                               | MMV（日本） Rising Star Games（欧洲） XSEED Games（北美）                         | 2001年PS2游戏的复刻版，由h.a.n.d.参与开发                                                                                                  |
| 英雄不再2 垂死挣扎 ノーモア★ヒーローズ 2: デスパレート・ストラグル No More Heroes 2: Desperate Struggle | 北美：2010年1月26日 欧洲：2010年5月28日 日本：2010年10月21日                                                                                              | 动作冒险、砍殺           | Wii                                                                                    | 育碧（北美） Rising Star Games（欧洲） Marvelous AQL（日本）                      | 山岡晃加入公司后参与的第一款游戏配乐 |
| FROG MINUTES フロッグミニッツ                                                                           | 2011年3月30日 | 解密                     | iOS                                                                                    |                                                                                   | |
| 暗影诅咒 Shadows of the Damned                                                                          | 北美：2011年6月21日 欧洲：2011年6月24日 日本：2011年9月22日                                                                                               | 第三人称射击、生存恐怖   | Xbox 360 PlayStation 3                                                                 | 藝電                                                                              | |
| 英雄不再：危險地帶 ノーモア★ヒーローズ：レッドゾーン エディション NO MORE HEROES：RED ZONE Edition      | Z版:2011年7月21日 (D版:2010年4月15日) | 动作冒险、砍殺           | Xbox 360 PlayStation 3                                                                 | Marvelous AQL                                                                     | 為 英雄不再：英雄們的樂園 追加強化版，分級由CERO：D，更改為 CERO：Z，Xbox 360則Z版依然稱呼為英雄們的樂園                                   |
| 新世纪福音战士 新剧场版 第三次冲击 ヱヴァンゲリヲン新劇場版-サウンドインパクト-                         | 日本：2011年9月29日 | 音乐韵律                 | PlayStation Portable                                                                   | 万代南梦宫游戏                                                                    | |
| 不再犹豫 Sine Mora                                                                                      | Xbox Live Arcade：2012年3月21日 Windows：2012年11月9日 PlayStation Network：2012年11月20日 iOS：2013年7月16日 OUYA：2013年8月13日                         | 清版射击                 | Xbox Live Arcade（X360）、Windows PlayStation Network（PS3、PSV） iOS、OUYA（Android） | 微软工作室（X360） Kalypso Media（Windows）                                       | 与Digital Reality联合开发 |
| 恶魔投手 Diabolical Pitch                                                                               | 全球：2012年4月4日 | 动作，體育               | Xbox Live Arcade（X360）                                                               | 微软工作室                                                                        | 对应Kinect |
| 解放少女 Liberation Maiden                                                                              | 任天堂3DS： 日本：2012年5月31日（实体） 欧洲：2012年10月4日（eShop） 北美：2012年10月25日（eShop） 日本：2012年11月14日（eShop） iOS： 全球：2013年3月7日 | 飞行射击                 | 任天堂3DS iOS                                                                          | Level-5                                                                           | 游戏收录在游戏合集《工会01》（GUILD01，Guild01）中，后在任天堂eShop中拆分单售。 5pb.开发了其视觉小说《解放少女 SIN》，发售在PS3和PSV平台。 |
| 电锯甜心 ロリポップチェーンソー Lollipop Chainsaw                                                       | 北美：2012年6月12日 日本：2012年6月14日 欧洲：2012年6月15日                                                                                               | 动作冒险砍殺             | Xbox 360 PlayStation 3                                                                 | 华纳兄弟互动娱乐（欧美） 角川游戏（日本）                                         | |
| 英雄不再 世界排名 ノーモア★ヒーローズ ワールドランカー No More Heroes: World Ranker                     | Android： 日本：2012年8月30日 iOS： 日本：2012年10月30日                                                                                                  | 社交，动作               | Android iOS                                                                            | Marvelous AQL                                                                     | 与DeNA联合开发，已停止服务。 |
| 黑暗骑士之剑 ブラック・ナイト・ソード Black Knight Sword                                                | 北美：2012年12月11日 欧洲：2012年12月12日 日本：2013年1月10日 台港：2013年1月16日                                                                         | 平台动作                 | Xbox Live Arcade（X360） PlayStation Network（PS3）                                    |                                                                                   | 与Digital Reality联合开发 |
| 殺手已死 キラー イズ デッド KILLER IS DEAD                                                              | 日本：2013年8月1日 北美：2013年8月27日 欧洲：2013年8月30日 台港：2013年8月30日                                                                            | 动作砍殺                 | Xbox 360 PlayStation 3 Steam(PC)                                                       | 角川游戏（日本） XSEED Games（北美） Deep Silver（欧洲） 索尼电脑娱乐亚洲（台港） | PlayStation 3版有官方中文版游戏 Steam版本為 Killer is Dead: Nightmare Edition                                                              |
| 短暂和平 月極蘭子最長的一日 SHORT PEACE 月極蘭子のいちばん長い日 Ranko Tsukigime’s Longest Day          | 日本：2014年1月16日 北美：2014年9月30日 | 平台动作冒险             | PlayStation 3                                                                          | 万代南梦宫游戏                                                                    | 包含动画短片集《短暫和平》 |
| 血继 Let It Die                                                                                         | 全球：2016年12月3日 日本：2017年2月2日 台港：2017年3月30日（中文版）                                                                                      | 砍殺                     | PlayStation 4                                                                          | GungHo                                                                            | |
| 特拉維斯再戰江湖：英雄不再 Travis Strikes Again: No More Heroes                                         | NS：2019年1月18日 PC & PS4：2019年10月17日 | 动作冒险、砍殺           | 任天堂Switch Microsoft Windows PlayStation 4                                           | 日本:Marvelous 歐洲:Marvelous EU 北美:育碧                                        | 時隔多年新作，這次為系列作以獨立遊戲形式製作的外傳作品、於2017年的獨立遊戲夏季展示會上首度亮相公佈製作系列新作。                           |
| 英雄不再III No More Heroes III                                                                          | NS：2021年8月27日 PC/PS5/PS4/XSX\|S/XB1：2022年10月6日 | 动作冒险、砍殺           | 任天堂Switch Microsoft Windows PlayStation 5 PlayStation 4 Xbox Series X/S Xbox One    | Marvelous                                                                         | 正統新作，2019年E3遊戲展上的E3-2019任天堂直面會宣佈正統續作，於任天堂Switch平台預定2020年發售，時隔十年的正統續作。                        |
| 暗影诅咒 复刻版 Shadows of the Damned: Hella Remastered                                                 | 预计2024年 | 第三人称射击、生存恐怖   | Microsoft Windows PlayStation 4 PlayStation 5 Xbox One Xbox Series X/S 任天堂Switch    | 网易互动娱乐                                                                      | NS版计划不会同步发售 |

## 游戏音乐
PlayStation 2
- ギガンティック ドライブ
- 鉄人28号
- THE 地球防衛軍
- THE 地球防衛軍2
- GOD HAND

Xbox
- 鉄騎大戦

Xbox 360
- 地球防衛軍3

任天堂DS
- 超操縱機器人MG
- 無限航路

Wii
- バイオハザード アンブレラ・クロニクルズ
- 任天堂明星大亂鬥X（一部編曲）
- たべモン

Windows
- 新・御神楽少女探偵団